# 마리아 호세 로하스
마리아 호세 알론드라 로하스 피노(스페인어: María José Alondra Rojas Pino, 1987년 12월 17일 ~ )는 칠레의 여자 축구 선수이다. 포지션은 공격수이며, 현재 체코 1. 리가 젠의 슬라비아 프라하에서 활동하고 있다.

## 선수 경력
2009년에 우니베르시다드 데 칠레에 입단하면서 선수 생활을 시작했다. 2010년부터 2012년까지 미국 텍사스 대학교 샌안토니오 산하 여자 축구단인 UTSA 로드러너스에서 선수 생활을 하던 동안에는 58경기에 출전하면서 18골을 기록했다. 2014년에는 미국의 걸프코스트 텍선스, 독일의 헤르포르트 SV에서 선수 생활을 했고 2015년부터 2017년까지 오스트레일리아의 애들레이드 유니버시티 사커 클럽에서 선수 생활을 했다.
2017년에는 리투아니아의 긴트라 우니베르시테타스로 이적했고 2018년에는 일본의 오르카 가모가와로 이적했다. 2018년 10월에는 오스트레일리아의 캔버라 유나이티드 FC로 이적했고 2019년 3월에는 체코 1. 리가 젠 소속 클럽인 슬라비아 프라하로 이적했다.